# Метилдихлорарсин
Метилдихлорарсин (Аргон, Вещество № 19, MD) — боевое отравляющее вещество кожно-нарывного действия. Первое боевое применение этого вещества произошло в конце Первой мировой войны.
Смертельная концентрация метилдихлорарсина в воздухе ЛД50 = 3-5 мг·мин/л.

## Синтез
Метилдихлорарсин получают из арсина:
{\displaystyle {\ce {{AsCl_{3}}+{CH_{3}MgCl}->{CH_{3}AsCl_{2}}+{MgCl_{2}}}}}
Либо в трёхступенчатой реакции:
{\displaystyle {\ce {2{Na_{3}AsO_{3}}+{(CH_{3}O)_{2}SO_{2}}->2{CH_{3}AsO(ONa)_{2}}+{Na_{2}SO_{4}}}}}
{\displaystyle {\ce {{CH_{3}AsO(ONa)_{2}}+{SO_{2}}->{CH_{3}AsO}+{Na_{2}SO_{4}}}}}
{\displaystyle {\ce {{CH_{3}AsO}+2{HCl}->CH_{3}AsCl_{2}\ +\ H_{2}O}}}